# ناحیه‌های تابع جمهوری
| ناحیه‌های تابع جمهوری                   | ناحیه‌های تابع جمهوری              |
| -------------------------------------- | --------------------------------- |
| ناحیه‌های تابع جمهوری در نقشه تاجیکستان |                                   |
| اطلاعات                                |                                   |
| کشور :                                 | تاجیکستان                         |
| نام رسمی :                             | ناحیه‌های تابع جمهوری              |
| مرکز:                                  | دوشنبه                            |
| استاندار:                              | ریاست جمهوری                      |
| جغرافیای طبیعی                         |                                   |
| مساحت :                                | ۲۸٬۴۰۰ کیلومتر مربع               |
| تعداد شهرها :                          | ۵                                 |
| تعداد ناحیه‌ها :                        | ۱۳                                |
| تعداد جماعت‌ها :                        | ۱۰۰                               |
| مردم                                   |                                   |
| جمعیت (۱۳۸۶) :                         | ۱٬۶۰۶٬۹۰۰ نفر                     |
| تراکم جمعیت :                          | ۵۶٫۲ نفر بر کیلومتر مربع          |
| زبان رسمی :                            | فارسی تاجیکی                      |
| زبان‌های گفتاری :                       | فارسی تاجیکی، ازبکی، قرقیزی، روسی |
| ادیان :                                | اسلام (تسنن)، مسیحیت              |
| پیش‌شماره :                             | ۳۱ ۹۹۲+                           |
| کد پست :                               | ۷۳۴۰۶۰                            |
| وب‌گاه :                                |                                   |

ناحیه‌های تابع جمهوری (به فارسی تاجیکی: Ноҳияҳои тобеи ҷумҳурӣ) یک واحد اداری از تقسیمات کشوری تاجیکستان را تشکیل می‌دهند که شامل هیچ‌کدام از ولایت‌ها نیستند و مستقیماً از پایتخت کشور اداره می‌شوند.
مساحت این واحد اداری ۲۸٬۴۰۰ کیلومتر مربع و جمعیت آن در سال ۲۰۰۶ (میلادی) ۱٬۶۰۶٬۹۰۰ نفر بوده‌است.

## شهرها
- وحدت
- ترسون‌زاده
- آب‌گرم
- غرم
- حصار

## ناحیه‌ها
- ترسون‌زاده (Турсунзода) (نام پیشین: ریگَر)
- شهرنو (Шаҳринав)
- حصار (Ҳисор)
- ورزاب (Варзоб)
- رودکی (Рӯдакӣ) (نام پیشین: لنینسکی)
- وحدت (Ваҳдат) (نام پیشین: کافرنهان)
- فیض‌آباد (Файзобод)
- رشت (Рашт) (نام پیشین: غَرم)
- راغون (Роғун)
- نورآباد (Нуробод) (نام پیشین: دربند)
- تاجیک‌آباد (Тоҷикобод)
- جرگه‌تال (Ҷиргатол)
- طویل‌دره (Тавилдара)